# 庙首镇
庙首镇，中国安徽省宣城市旌德县下辖的一个镇。位于该县西南部，面积91平方公里，人口1.2万。出产茶叶、竹木、苎麻。
庙首在太平天国战争以前就是著名的千户大村。 

## 行政区划
庙首镇下辖以下村级行政区划单位
庙首社区、东山村、练山村、新水村、里仁村和祥云村。